# Quincy Porter
William Quincy Porter (ur. 7 lutego 1897 w New Haven w stanie Connecticut, zm. 12 listopada 1966 w Bethany w stanie Connecticut) – amerykański kompozytor i pedagog.

## Życiorys
Pochodził z rodziny kaznodziejów, był potomkiem Jonathana Edwardsa. Jego dziadek i ojciec byli wykładowcami Uniwersytetu Yale. W dzieciństwie uczył się gry na skrzypcach. Studiował na Yale u Horatio Parkera i D.S. Smitha. Następnie wyjechał do Paryża, gdzie był uczniem Schola Cantorum de Paris u Vincenta d’Indy’ego (kompozycja) i Luciena Capeta (skrzypce). W 1922 roku wrócił do Stanów Zjednoczonych i kontynuował studia w Nowym Jorku u Ernesta Blocha. Wykładał w Cleveland Institute of Music (1923–1928 i 1931–1932), w Vassar College w Poughkeepsie (1932–1938), New England Conservatory of Music w Bostonie (1938–1946), na Uniwersytecie Yale (1946–1965) i w Pierson College w New Haven (1958–1965). Był członkiem Amerykańskiej Akademii Sztuki i Literatury.
W swojej twórczości łączył elementy typowe dla niemieckiego neoromantyzmu, francuskiego impresjonizmu i muzyki amerykańskiej, odwoływał się też do renesansowej polifonii. W 1954 roku otrzymał Nagrodę Pulitzera za Koncert na dwa fortepiany i orkiestrę.

## Wybrane kompozycje
(na podstawie materiałów źródłowych)

### Utwory orkiestrowe
- Ukrainian Suite na smyczki (1925)
- Suita c-moll (1926)
- Poem and Dance (1932)
- 2 symfonie (I 1934, II 1961–1962)
- Dance in Three-Time na orkiestrę kameralną (1937)
- Music for Strings (1941)
- Fantasy on a Pastoral Theme na organy i smyczki (1942)
- The Moving Tide (1944)
- Koncert altówkowy (1948)
- Fantazja na wiolonczelę i małą orkiestrę (1950)
- Koncert na 2 fortepiany i orkiestrę, opublikowany później pod nazwą Concerto Concertante (1952–1953)
- suita symfoniczna New England Episodes (1958)
- Koncert na orkiestrę dętą (1959)
- Koncert klawesynowy (1959)
- Koncert na orkiestrę dętą (1960)
- uwertura Ohio (1963)

### Utwory kameralne
- 10 kwartetów smyczkowych (1923, 1925, 1930, 1931, 1935, 1937, 1943, 1950, 1958, 1965)
- 2 sonaty skrzypcowe (1926, 1929)
- In Monasterio na kwartet smyczkowy (1927)
- Kwintet fortepianowy (1927)
- Little Trio na flet, skrzypce i altówkę (1928)
- Kwintet klarnetowy (1929)
- Suita na altówkę (1930)
- Quintet on Childhood Theme na flet i smyczki (1937)
- Sonata na róg (1946)
- String Sextet on Slavic Folk Tunes (1947)
- 4 utwory na skrzypce i fortepian (1947)
- Duo na skrzypce i altówkę (1954)
- Duo na flet i harfę (1957)
- Divertimento na kwintet dęty (1960)
- Kwintet obojowy (1966)

### Utwory fortepianowe
- Sonata (1930)
- 8 Pieces for Bill (1941–1942)
- 6 Miniatures (1943)
- Day Dreams (1957)

### Utwory wokalno-instrumentalne
- The Desolate City na baryton i orkiestrę (1950)